# 梭子魚
金梭魚屬，又譯魣屬，俗稱梭魚、梭子魚、海狼或麻雀錦，是金梭魚科下的唯一一個屬，個性兇狠有侵襲性，愛聯群出動，因體積較大（可長達1.8米）且外型兇猛而廣為人知。
梭魚身體屬長圓柱形，嘴巴尖，下巴闊大，頭如梭，長有突出的犬牙狀牙齒。兩邊背鰭分開，一邊有五條刺針，另一邊則有一條刺針和九條放射狀線條，全身橫線明顯。
梭魚有觀賞用途，亦可作食用，產於沿海或海水淡水交界處，肉質鮮美，含有珊瑚礁魚毒素。

## 习性

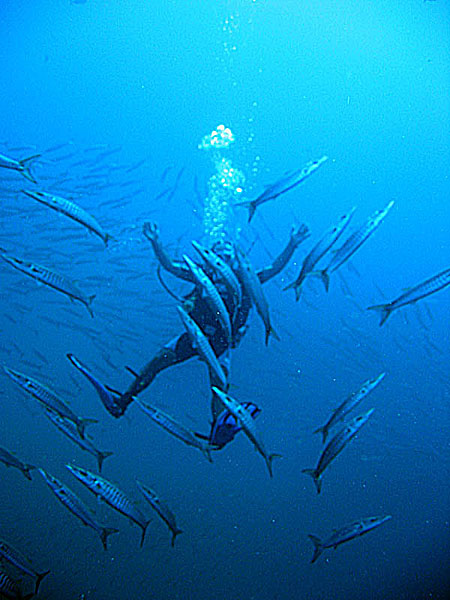
潛水員在泰國深海跟梭魚相遇

梭魚通常出現在礁石附近，可能單個也可能成群，不過在開放海域也能看到它們。梭魚是兇猛的掠食者，通常採用伏擊的方式獵食，以意想不到的高速度攻擊獵物。
有個案顯示，梭魚把人的肢體當作魚而攻擊人，但這種案例非常罕見，人和梭魚相遇的機會很小。
有些時候梭魚在珊瑚礁時，會追著潛艇換氣裝置或潛水員。儘管有時令潛水員感到不適，但沒有報導說會襲擊人。涉及的意外通常是釣魚或餵飼時出現。

## 分布
梭魚分布於全球各地的熱帶和亞熱帶海域。

## 分類
本属包括以下种：
- 尖鰭魣 Sphyraena acutipinnis ：又稱尖鰭金梭魚（Sharpfin barracuda）
- 橫紋魣 Sphyraena afra ，a.k.a. Guinean barracuda）
- 銀魣 Sphyraena argentea ，a.k.a. Pacific barracuda）
- 大鱗魣 Sphyraena barracuda ：又稱巴拉金梭魚（Great barracuda）
- 北魣 Sphyraena borealis ，a.k.a. Northern sennet）
- 黃紋魣 Sphyraena chrysotaenia ，a.k.a. Yellowstripe barracuda）
- 劍形魣 Sphyraena ensis ，a.k.a. Vicuda or Mexican barracuda）：又稱墨西哥金梭魚
- 黃尾魣 Sphyraena flavicauda ：又稱少鱗魣、黃尾金梭魚（Yellowtail barracuda）
- 大眼魣 Sphyraena forsteri ：又稱大眼金梭魚（Bigeye barracuda）
- 黃條魣 Sphyraena guachancho ，a.k.a. Guachanche barracuda）
- 黃帶魣 Sphyraena helleri ，a.k.a. Heller's barracuda）：又稱海勒金梭魚、正梭子魚、本梭子魚
- 膽振魣 Sphyraena iburiensis
- 隱魣 Sphyraena idiastes ，a.k.a. Pelican barracuda）
- 中間魣 Sphyraena intermedia
- 日本魣 Sphyraena japonica ：又稱日本金梭魚（Japanese barracuda）、大眼梭子魚
- 斑條魣 Sphyraena jello ：又稱竹針魚、斑條金梭魚（Pickhandle barracuda or Indo-malaysian barracuda）
- 亮魣 Sphyraena lucasana ，a.k.a. Lucas barracuda）
- 箭魣 Sphyraena novaehollandiae ，a.k.a. Australian barracuda or Arrow barracuda）：又稱澳洲金梭魚
- 鈍魣 Sphyraena obtusata ，a.k.a. Obtuse barracuda）：又稱摩達金梭魚、台灣梭子魚
- 南魣 Sphyraena picudilla ，a.k.a. Southern sennet）
- 油魣 Sphyraena pinguis ，a.k.a. Red or Brown barracuda）：又稱肥金梭魚、紅梭子魚、赤梭子魚
- 倒牙魣 Sphyraena putnamae ：又稱布氏金梭魚（Sawtooth barracuda）
- 黑鰭魣 Sphyraena qenie ：又稱黑鰭金梭魚、暗鰭金梭魚、暗鰭魣、類魣
- 歐洲魣 Sphyraena sphyraena ，a.k.a. European barracuda）：又稱歐洲金梭魚、歐洲梭子魚
- Sphyraena stellata Morishita & Motomura, 2020[3]
- 多美魣 Sphyraena tome
- 黃口魣 Sphyraena viridensis ，a.k.a. Yellowmouth barracuda）：又稱黃嘴金梭魚
- 韋氏魣 Sphyraena waitii